# 2120 Tyumenia
2120 Tyumenia eller 1967 RM är en asteroid i huvudbältet som upptäcktes den 9 september 1967 av den ryska astronomen Tamara Smirnova vid Krims astrofysiska observatorium på Krim. Den har fått sitt namn efter Tiumen oblast.
Asteroiden har en diameter på ungefär 51 kilometer.